# Escuela de Minas de Oviedo

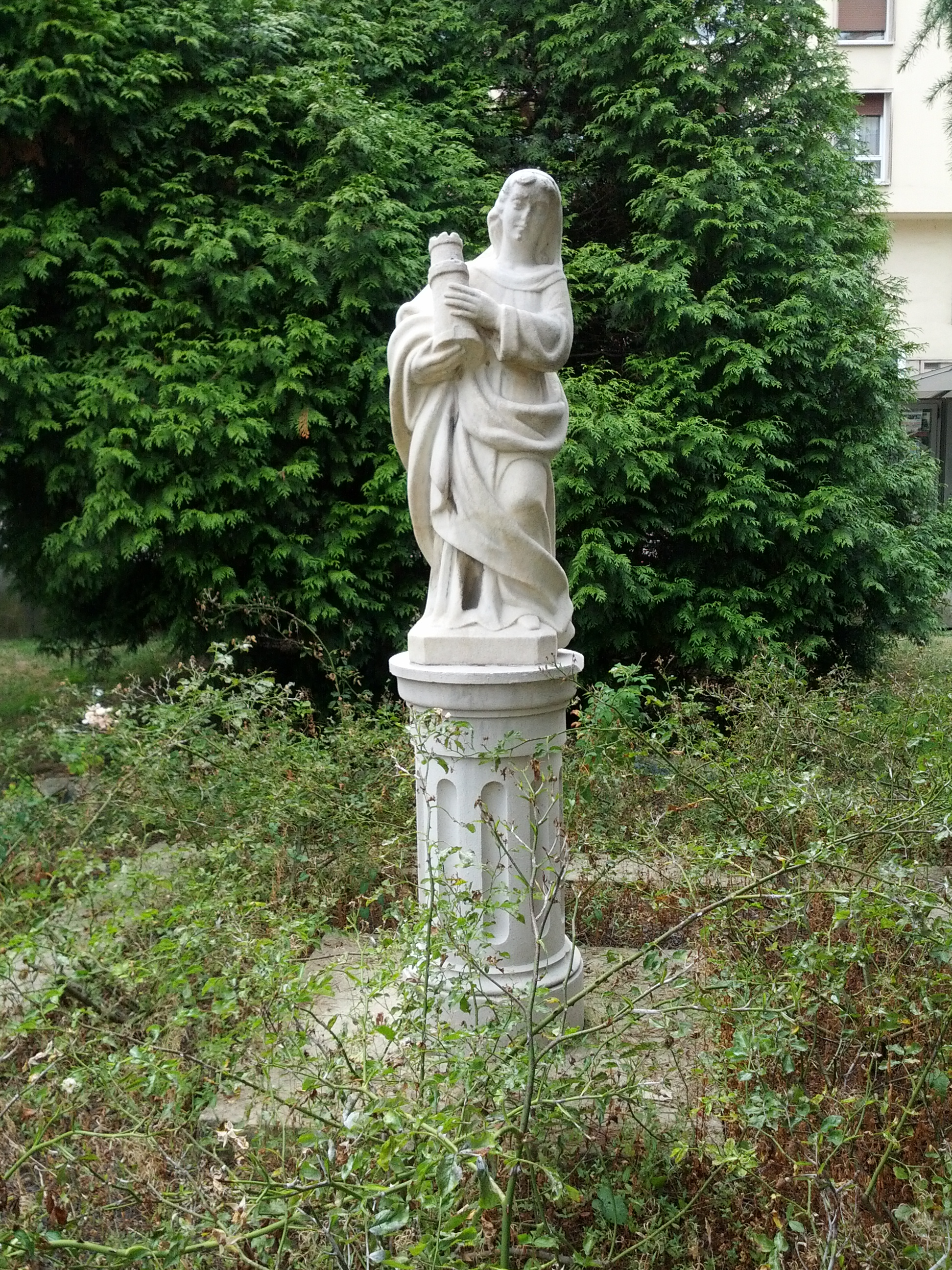
Imagen de santa Bárbara en el exterior de la Escuela.

La Escuela de Ingeniería de Minas, Energía y Materiales de Oviedo, más conocida como Escuela de Minas de Oviedo, fue un centro docente de la Universidad de Oviedo que impartía estudios de ingeniería de minas. El centro se ubicaba en la calle Independencia de Oviedo, en Asturias (España), adosado al famoso Hotel de la Reconquista. En septiembre de 2023 se integró en la Escuela Politécnica de Mieres.

## Historia
La Escuela de Minas de Oviedo fue creada mediante el Decreto 1283/1959, de 16 de julio, junto con las de Arquitectura y de Aparejadores en Sevilla, la de Ingenieros Agrónomos y de Peritos Agrícolas en Valencia y la de Peritos Industriales en Vitoria, que comenzaron a funcionar en el curso 1960/61. En sus primeros años, el centro dependía de la Escuela de Madrid, la única de ingenieros de minas existente en España.
El nuevo centro se ubicó en un edificio cedido por la Diputación Provincial de Oviedo, construido como ampliación de la Residencia Provincial de Niños, antiguo Hospicio. Los arquitectos Francisco de Asís Navarro Borrás y Francisco Navarro Roncal elaboraron el proyecto aprobado por la Dirección General de Enseñanzas Técnicas para la adaptación del edificio. La resolución de aprobación del proyecto contemplaba la financiación del proyecto por el ayuntamiento de Oviedo, la Diputación Provincial y con las cuotas de seguros sociales obligatorios para la formación profesional.
Las actividades académicas comenzaron en el curso 1960/1961, con el mismo plan de estudios que el utilizado en la Escuela de Madrid. Un año más tarde, 1961, pasó a depender del Ministerio de Educación, en vez del Ministerio de Industria.
En los años 1970, la Escuela contó con el apoyo de Naciones Unidas que a través del PNUD aprobó y financió el proyecto SPA/66/511 "Higher Miner Engineering School, Oviedo". Finalmente, en el año 1971 se integró en la Universidad de Oviedo.
En agosto de 2014 cambió su denominación de Escuela Técnica Superior de Ingenieros de Minas de Oviedo a Escuela de Ingeniería de Minas, Energía y Materiales de Oviedo.
En septiembre de 2023 se integró en la Escuela Politécnica de Mieres. 

### Planes de estudios
El primer plan de estudios de la escuela data del año 1957, idéntico al de la Escuela de Madrid. Dicho plan contaba con un curso selectivo y un curso de iniciación, totalizando un duración de 7 cursos académicos.
Posteriormente el plan de estudios se modificó en 1964 (5 cursos de duración, los dos primeros selectivos), en 1979 (6 cursos) y en 1997 (5 cursos).

### Promociones
La primera promoción de ingenieros de minas de la Escuela de Oviedo salió en el año 1967 y estaba compuesta por 9 hombres. La primera mujer (Mercedes Sáenz de Santa María Elizalde) obtuvo su título en la XII promoción, en el año 1978.
En algunas promociones coindicieron alumnos que había obtenido su título por dos planes distintos. Así, en la promoción más numerosa, la XXXVII en el año 2003, el número de titulados fue de 110, 88 por el plan de estudios de 1979, "el plan antiguo", y 22 por el plan de 1997, "el plan nuevo".

## Departamentos
La Escuela de Minas era la sede de tres departamentos de la Universidad de Oviedo:
- Ciencias de los Materiales e Ingeniería Metalúrgica;
- Energía;
- Explotación y Prospección de Minas.

## Reconocimientos
El 3 de diciembre de 2010, víspera de la festividad de Santa Bárbara, recibió la medalla de oro de la ciudad de Oviedo de manos del alcalde, Gabino de Lorenzo.

## Arte
La Escuela contaba con dos representaciones de santa Bárbara y una colección de retratos de directivos. Una de las imágenes de santa Bárbara se encontraba en el exterior del edificio, en los jardines, y otra en el interior, de 82 cm de pasta de madera.